# Dzielnica II Grzegórzki
Dzielnica II Grzegórzki ist der zweite Stadtbezirk von Krakau in Polen, dieser umfasst eine Fläche von 5,85 km² und zählt 29.741 Einwohner mit einer Bevölkerungsdichte von 5084 Einwohnern/km². Namensgebend ist der Ort Grzegórzki, der 1910 nach Krakau eingemeindet wurde.
Im Jahr 1954 wurde eine Neugliederung auf sechs Stadtbezirke eingeführt, der Stadtbezirk namens Grzegórzki umfasste das Gebiet zwischen der Altstadt im Westen und Nowa Huta im Osten und hatte eine Fläche von 15,9 km² und im Jahr 1960 60.000 Einwohner. 1973 wurden die Stadtbezirke Grzegórzki und Stare Miast (Altstadt) vereinigt, um den Stadtbezirk Śródmieście (Innenstadt) zu schaffen. Der Stadtbezirk entstand wieder im Jahr 1990.

## Gliederung

Stadtbezirk II Grzegórzki

Bis zum Jahr 1990 gehörte Grzegórzki zum Stadtbezirk Innenstadt. Der Stadtbezirk II Grzegórzki hat jetzt 5,85 km² Fläche und 28.960 Einwohner (2016). Er umfasst die ehemalige Orte bzw. Siedlungen:
- Grzegórzki
- Dąbie
- Olsza
- Osiedle Oficerskie
- Wesoła